# Mel Deutsch
Melvin Elliott Deutsch (26. července 1915, Caldwell – 18. listopadu 2001, Austin) byl americký profesionální hráč baseballu. Působil jako pomocný nadhazovač v Major Leagues, který během sezóny 1946 krátce hrál za Boston Red Sox. Měřil 1,93 m a vážil 98 kg. Odpaloval a házel pravačkou. Narodil se v Caldwellu v Texasu. 
Podepsal smlouvu s Boston Red Sox jako volný hráč z Texaské univerzity v Austinu. Jeho profesionální kariéra trvala od roku 1941 do roku 1949 (kromě sezón 1945 a 1948). Během druhé světové války sloužil v armádě Spojených států amerických, chyběl tak v sezóně 1945.
Během prvních týdnů bostonské vítězné sezóny v roce 1946 se třikrát objevil v bullpenu Red Sox.
Byl německého, českého a irského původu. Jeho otec se narodil v Berlíně, jeho matka na Moravě. Doma se mluvilo německy a česky. Zemřel v Austinu v Texasu ve věku 86 let.